# Carcinoecetes hesperus
Carcinoecetes hesperus is een soort in de taxonomische indeling van de Myzozoa, een stam van microscopische parasitaire dieren. Het organisme komt uit het geslacht Carcinoecetes en behoort tot de familie Porosporidae. Carcinoecetes hesperus werd in 1961 ontdekt door Tuzet & Ormieres.